# 789
| 789                |
| ------------------ |
| Dødsfald - Fødsler |
|                    |

| Gregoriansk kalender | 789 DCCLXXXIX           |
| Ab urbe condita      | 1542                    |
| Armensk kalender     | 238 ԹՎ ՄԼԸ              |
| Kinesiske kalender   | 3485 – 3486 戊辰 – 己巳 |
| Etiopisk kalender    | 781 – 782               |
| Jødisk kalender      | 4549 – 4550             |
| Hindukalendere       |                         |
| - Vikram Samvat      | 844 – 845               |
| - Shaka Samvat       | 711 – 712               |
| - Kali Yuga          | 3890 – 3891             |
| Iransk kalender      | 167 – 168               |
| Islamisk kalender    | 172 – 173               |

Se også 789 (tal)

## Dødsfald
- Wikimedia Commons har flere filer relateret til 789

| År | Spire Denne artikel om et år, årti, århundrede eller årtusinde er en spire som bør udbygges. Du er velkommen til at hjælpe Wikipedia ved at udvide den. |